# The Zeros
I The Zeros, si formarono nel 1976 a Chula Vista, California.

## Storia degli Zeros
La band era composta da Robert Lopez voce, e Javier Escovedo (il fratello minore di Alejandro Escovedo), chitarra, che frequentavano la Chula Vista High School; e da Hector Penalosa, basso, e Baba Chenelle, batteria, che frequentavano la Sweetwater High School.
Nel 1977, la band suonò il suo primo grande concerto a Los Angeles all'Orpheum Theater, lungo la via dove si trova la Tower Records, un'influente casa discografica. Il concerto fu aperto dai The Germs al loro primo concerto in assoluto, seguiti dai The Zeros e dai The Weirdos. Il concerto fu pubblicizzato da Peter Case dei The Nerves che più tardi fece parte dei The Breakaways e dei The Plimsouls. La prima pubblicazione della band, Wimp b/w Don't Push Me Around, uscì nel 1977 su Bomp Records.
Nel 1978, Hector lasciò la band per vivere e suonare a Los Angeles, e fu rimpiazzato da Guy Lopez, il fratello di Robert. Poco dopo, Robert e Guy lasciarono il gruppo per andare a vivere a Los Angeles. Hector tornò nella band e continuarono come trio, stabilendosi a San Francisco. Nel 1980, la band registrò un nuovo singolo con le canzoni They say, Girl on the Block e Getting Nowhere Fast. Dopo alcuni tour ad Austin e New York, la band si sciolse.
Il gruppo si riunì un'ultima volta in Spagna nel 2007.
Cover di brani degli Zeros furono realizzate dalle band di Los Angeles Wednesday Week (They Say That Everything's Alright) e The Muffs (Beat Your Heart Out).

## Discografia
- 1977 - Wimp b/w Don't Push Me Around - (Bomp! Records)
- 1978 - Beat Your Heart Out b/w Wild Weekend -  (Bomp! Records)
- 1980 - Getting Nowhere Fast b/w They Say That (Everything's Alright) - (Test Tube Records)
- 1980 - Don't Push Me Around -  (Bomp! Records)
- 1992 - Right Now! -  (Bomp! Records)
- 1994 - Knocking Me Dead - (Bomp! Records)
- I Don't Wanna b/w Li'l Latin Lupe Lu - (Sympathy for the Record Industry)
- 1998 - You, Me, Us b/w Talkin' - (Penniman Records)

## Formazione
- Robert Lopez - voce (1976 - 1979)
- Guy Lopez - voce (1978 - 1979)
- Javier Escovedo - chitarra
- Hector Penalosa - basso (1979 - 1981)
- Baba Chenelle - batteria